# Rohrregister
Ein Rohrregister besteht aus mehreren, meist parallel angeordneten Rohrsträngen, die von einer Flüssigkeit oder einem Gas gleichgerichtet durchströmt werden. Rohrregister dienen gewöhnlich als Wärmeübertrager.
Seit der Entwicklung der ersten Dampfmaschinen bestand ein Bedarf an Rohrregistern als Wärmetauscher. Mit der Einführung von Warmwasser- und Dampfheizungen wurden Rohrregister vor allem in gewerblich genutzten Räumen als Heizkörper eingesetzt. 
Verschiedene Arten von Rohrregistern:
- Heizregister
- Kühlregister
- Rohrbündelwärmeübertrager
- vorgefertigte (Kapillar-)Rohrregister aus Kunststoff zur Verlegung als Erdwärmekollektor, Wand- oder Fußbodenheizung
- aus Stahlrohr gefertigte Heizkörper und Handtuchtrockner für das Badezimmer